# (447) Валентина

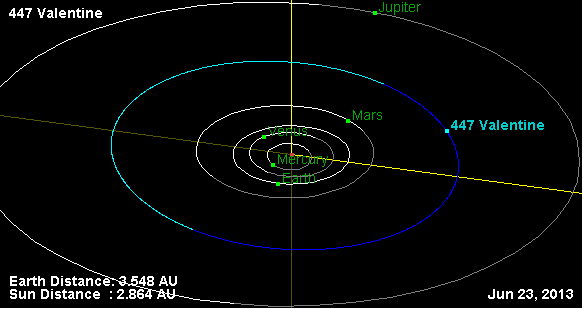
Орбита астероида Валентина и его положение в Солнечной системе

(447) Валентина (нем. Valentine) — астероид из группы главного пояса, который был открыт 27 октября 1899 года немецкими астрономами Максом Вольфом и Фридрихом Швассманом в обсерватории Хайдельберг и назван в честь дочери немецкого банкира Альберта фон Ротшильда.